# Durabilità dei componenti edilizi
La durabilità dei componenti edilizi è un requisito relativo al comportamento nel tempo dei componenti edilizi ed è definito in Italia dalla norma UNI 11156, “Valutazione della durabilità dei componenti edilizi”, come la capacità di svolgere le funzioni richieste durante un periodo di tempo specificato, sotto l'influenza degli agenti previsti in esercizio.
La propensione prestazionale del componente studiato in relazione al requisito di durabilità si deduce dalla conoscenza della sua durata, o vita utile, accompagnata dalla affidabilità del componente stesso, che rappresenta la probabilità che l'elemento tecnico funzioni senza guastarsi nell'arco di tempo che va dal tempo zero, momento in cui il componente viene installato e messo in opera, al tempo di fine vita utile del componente stesso in esercizio, ad esempio nelle fasi di progettazione, realizzazione e gestione di un green building.
L'elemento tecnico subisce una naturale caduta prestazionale nel tempo in relazione anche alla vita utile propria dei materiali impiegati per realizzarla, alla loro messa in opera e all'interfaccia che si crea tra i differenti materiali della stratigrafia realizzata. Oltre un certo limite di soglia la prestazione del componente raggiunge valori sotto i quali non è più in grado di dare una risposta efficace in relazione alla funzione richiestagli e decretando così la sua fine di vita utile. Ponendosi in linea con la ISO 15686, Buildings and constructed assets. Service life planning, che fornisce il quadro generale a livello internazionale in merito alla valutazione e alla gestione della vita utile dell'edificio, la UNI 11156 definisce appunto questa durata o vita utile del componente (Service life) come il periodo di tempo dopo l'installazione durante il quale l'elemento tecnico mantiene livelli prestazionali superiori o uguali ai limiti di accettazione definiti in relazione al soddisfacimento delle funzioni richiestegli e alle esigenze espresse dall'utenza, e considerando un livello di manutenzione minimo assimilabile alle operazioni di manutenzione ordinaria che normalmente si effettuano sempre durante il periodo di uso e gestione del manufatto edile.
La valutazione della vita utile (Service life) trova nel valore della cosiddetta “durata spontanea” il dato di input per la sua valutazione: questa durata è quindi quella ottenuta sperimentalmente attraverso prove di invecchiamento sotto l'azioni di agenti sollecitanti. Inoltre la Service Life si articola poi in una valutazione di “vita utile di riferimento” (Reference service life) e di “vita utile stimata” (Estimated service life), a seconda di chi effettua la valutazione e di quale obiettivo si pone. La valutazione della “vita utile di riferimento” è infatti per lo più indirizzata a quegli Enti preposti al controllo della durabilità degli elementi tecnici nella fase di produzione e in particolar modo per la certificazione di durabilità dei prodotti, che si vuole inserire come ulteriore prova da effettuare da parte dei produttori per l'ottenimento del marchio CE relativamente alla Direttiva CEE 89/106 sui prodotti da costruzione. Il termine “riferimento” sta quindi ad indicare le condizioni al contorno assunte dal produttore che certifica la durabilità del suo prodotto fuori sistema e considerando condizioni di uso e di degrado plausibili e che mediamente si verificano. La “vita utile stimata”, invece, è quella calcolata dal progettista e quindi relativa alle condizioni reali in cui si colloca il suo progetto. Partendo dai dati di durata dichiarati nella Reference service life, il progettista può renderli più reali rispetto al suo specifico progetto modificando le condizioni di riferimento assunte dal produttore perché risultino più veritiere rispetto alle condizioni del contesto progettuale specifico. Per effettuare questo passaggio la norma mette a disposizione del progettista diversi metodi, più o meno complessi e più o meno affidabili, utilizzando fattori correttivi o basandosi su analisi statistiche sia del contesto sollecitante che del comportamento dei materiali.
Sia la ISO 15686 che la norma UNI 11156, infine, introducono anche il termine di Design Life o “vita utile di progetto” che indica la vita utile che il progettista pone come obiettivo, in termini di durata, del suo progetto e che trova una sua verifica nella procedura di valutazione della Estimated service life.